# 1499
1499 (MCDXCIX) fue un año común comenzado en martes del calendario juliano.

## Acontecimientos

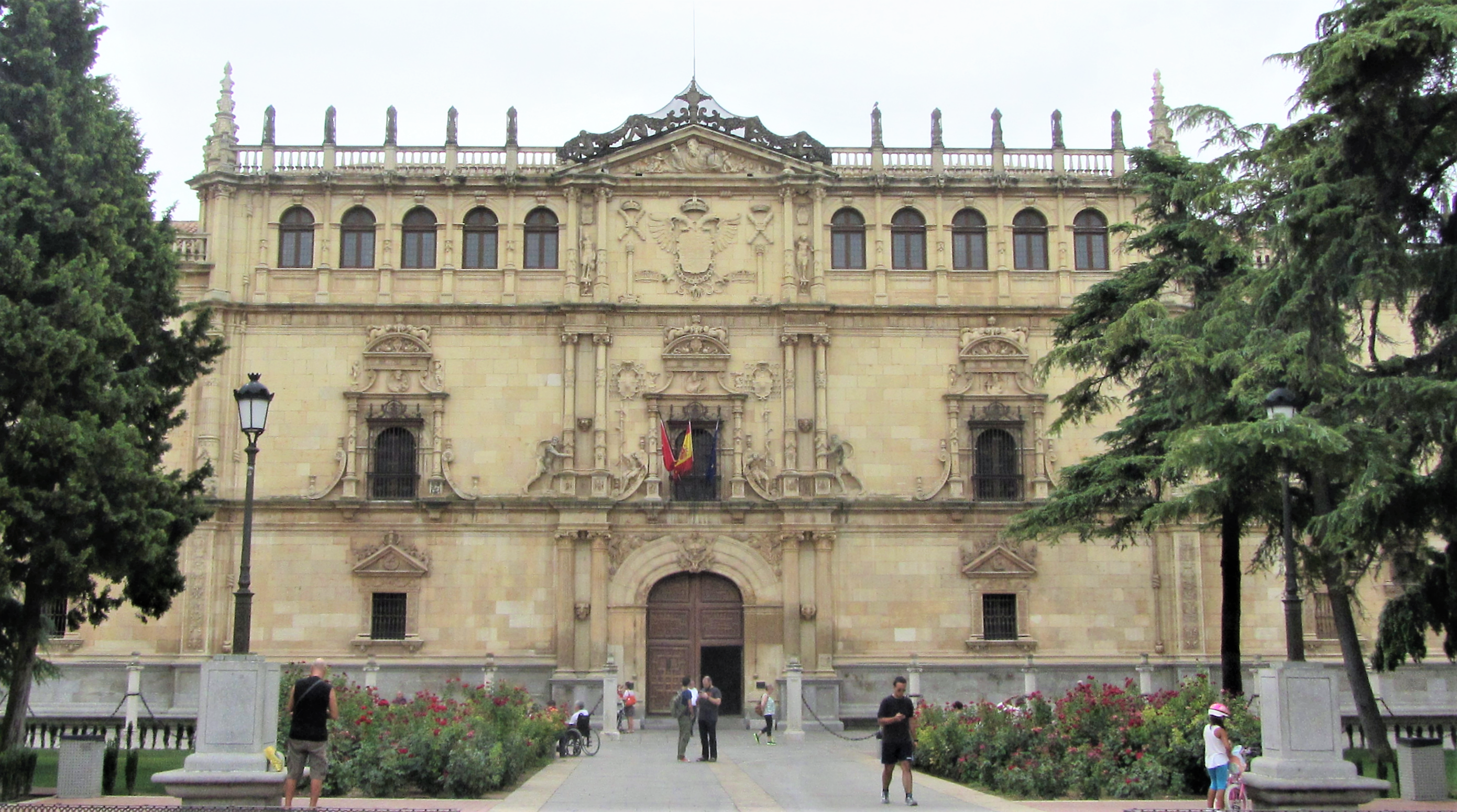
Universidad de Alcalá fundada el 13 de abril.

- Enero: la Guerra suaba enfrenta a la Antigua Confederación Suiza y al Sacro Imperio Romano Germánico (dominado por la Casa de Habsburgo). Terminará en septiembre de este año.
- 13 de abril: en Roma (Italia), el papa publica tres bulas por las que se autoriza la creación de la Universidad de Alcalá en Alcalá de Henares (España), siendo su fundador el cardenal Cisneros.
- 30 de abril: en Valencia se crea un Estudio General.
- 10 de mayo: se publican las primeras cartas geográficas del florentino Américo Vespucio.
- 18 de mayo: de Cádiz zarpan Juan de la Cosa y Alonso de Ojeda hacia el continente americano. Este grupo serán los primeros españoles en las Islas de Sotavento (Antillas Neerlandesas) y De la Cosa explora las costas de Guayana y Venezuela.
- 21 de mayo: en España, los Reyes Católicos conceden libertades a los que viajen a América.
- 22 de septiembre: termina la Guerra Suaba (entre enero y septiembre de 1499), por lo que Suiza se independiza del Sacro Imperio Romano Germánico, generándose el Tratado de Basilea.
- 17 de noviembre: en España, Vicente Yáñez Pinzón sale del puerto de Palos de la Frontera, con cuatro carabelas, con las que llegaría a Brasil.
- 19 de noviembre: en Mesina (Italia) se registra un terremoto de 4,6 grados de la escala sismológica de Richter.
- 28 de noviembre: muere decapitado Eduardo Plantagenet, conde de Warwick.

### Sin fecha
- En Venezuela y Colombia (Cabo de la Vela), una expedición comandada por Alonso de Ojeda —acompañado por el florentino Américo Vespucio— arriba al lago de Maracaibo. Según algunos historiadores, Vespucio llamó a este país Venezuela (pequeña Venecia) debido a que los palafitos (chozas sobre palos) en las aguas del lago le recordaban a Venecia.
- En España sucede la rebelión de los moriscos del Albaicín.
- En España, los Reyes Católicos decretan la Primera Pragmática contra los gitanos.
- En España se crean las facultades de Artes, Derecho y Teología de Alcalá de Henares.
- En México se inunda Tenochtitlan (actual Ciudad de México), capital de los mexicas, por lo que el joven gobernante Ahuízotl hace realizar obras hidráulicas tales como el dique de Nezahualcóyotl y el dique de Ahuízotl.
- Suiza se independiza de facto del Sacro Imperio Romano Germánico, gracias a su victoria sobre la Liga suaba y la casa de Habsburgo en la Guerra suaba.
- En la actual Italia, el ejército del rey francés Luis XII ocupa Milán, dando inicio a la Segunda Guerra Italiana.
- En la actual Italia, César Borgia toma las ciudades italianas de Ímola y Forlì, con la ayuda francesa.

## Arte y literatura
- En Burgos, Fernando de Rojas publica la primera edición conservada de la Comedia de Calixto y Melibea, obra conocida en la actualidad como La Celestina.
- En Roma, el pintor y escultor italiano Miguel Ángel Buonarroti concluye La Piedad.
- En Perugia (Italia), Pietro Perugino termina el Retablo de San Pedro de Perugia.
- Se publica Hypnerotomachia polifili, publicación atribuida a Francesco Colonna.

## Nacimientos

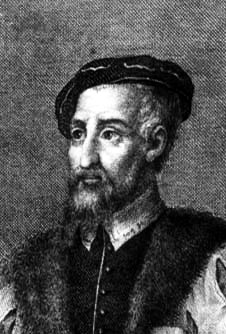
Andrés Laguna

- 31 de marzo: Pío IV, papa italiano.
- 14 de octubre: Claudia de Francia, reina de Francia, esposa de Francisco I y duquesa de Bretaña por derecho propio, perteneciente a la casa de los Valois.
- Andrés Laguna, médico y filólogo español.
- Lempira, cacique de la etnia lenca, héroe patrio de Honduras. La leyenda indica que este fue el año de nacimiento, pero la fecha definitiva es desconocida.
- Ming, almeja nacida en Islandia que vivió 507 años. Murió en octubre de 2007, debido a una dendrocronología que le fue realizada por la Universidad de Bangor (en el norte de Gales).
- Giulio Romano, pintor italiano (fecha probable).

## Sin Fecha
- María Bolena, hermana de Ana Bolena (f. 1543).

## Fallecimientos

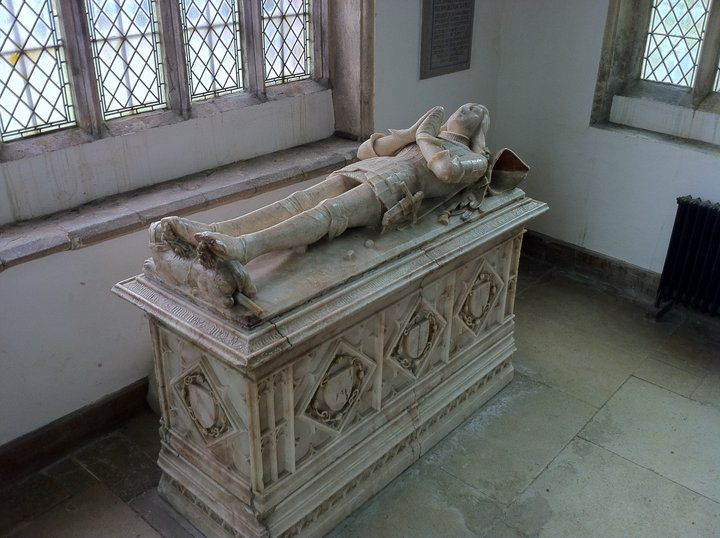
Edward Stafford, Segundo duque de Wiltshire falleció el 24 de marzo.

- 28 de noviembre: Eduardo Plantagenet, aristócrata inglés, hijo de Jorge de Clarence.
- Diego de la Cruz: pintor español.